# San Carlos (municipalité, Tamaulipas)
Pour les articles homonymes, voir San Carlos.
La municipalité de San Carlos est l'une des 43 municipalités de l'État de Tamaulipas, et est située dans la partie centrale de cet État. Localisée à l'ouest du golfe du Mexique, le nord de son territoire partie du massif montagneux de la Sierra de San Carlos. Elle est à cheval sur deux bassins versants, celui du fleuve Río Soto La Marina au sud, et celui du fleuve Río San Fernando au nord. Elle est limitrophe au nord-ouest de l'État de Nuevo León. Son chef-lieu est la localité éponyme de San Carlos. Elle dépend de la région Centro, qui est une des 6 subdivisions administratives de l'État de Tamaulipas.

## Géographie
La municipalité de San Carlos s'étend du nord au sud en prenant appui au nord sur le massif montagneux de la Sierra San Carlos, tandis que sa partie sud est occupée par des plaines et des collines. Son altitude oscille entre 100 et 1900 mètres. Les cours d'eau de sa partie sud alimentent le bassin versant du fleuve Río Soto La Marina, tandis que ceux du sud alimentent celui du fleuve Río San Fernando. Son chef-lieu, la localité éponyme de San Carlos, se trouve dans le centre-est de son territoire, à une altitude de 432 mètres. Son territoire couvre une superficie de 2912,4 km², et était peuplé en 2020 de 7411 habitants.
Cette municipalité fait partie de la région Centro, qui est une des 6 subdivisions administratives de l'État de Tamaulipas, et regroupe les municipalités d'Abasolo, Güemez, Hidalgo, Jiménez, Llera, Mainero, Padilla, San Carlos, San Nicolás, Soto la Marina, Victoria, Casas et Villagrán.
Elle est limitrophe au nord de la municipalité de Burgos, au nord-ouest, dans l'État de Nuevo León, de celle de Linares, à l'ouest, à nouveau dans l'État de Tamaulipas, de celles de Villagrán et de Hidalgo, au sud de celle de Padilla, et à l'est de celles de Jiménez, de Cruillas et de San Nicolás.

## Composition et démographie
La municipalité était composée en 2010 de 371 localités.
| Localité         | Population |
| ---------------- | ---------- |
| San Carlos       | 1 051      |
| El Barranco Azul | 568        |
| El Saucillo      | 479        |
| Puerto Rico      | 410        |

## Histoire
La ville de San Carlos est fondée le 6 juillet 1766, postérieurement à la création et à la colonisation de la province de Nouvelle-Santander par José de Escandón entre 1748 et 1755, la ville étant fondée en 1766, sous le patronage de San Carlos Borromeo.
En 1769, le gouverneur de la province de Nouvelle-Santander, Vicente González de Santianes, décide de déplacer la capitale de la province de Santander à San Carlos, cette dernière ville se trouvant au cœur d'exploitations minières prometteuses. La ville se trouvait alors protégée par un système défensif contre les attaques des indigènes.
En 1811, le siège de la capitale provinciale est déplacé à Santa María de Aguayo, actuelle ville de Ciudad Victoria.